# Lake Lockett
Der Lake Lockett ist ein Gebirgssee im Tasman District auf der Südinsel von Neuseeland.

## Geographie
Der Lake Lockett befindet sich direkt südlich angrenzend an der Lockett Range und ist westlich und östlich eingefasst von den südlichen Ausläufern des Gebirges. Der auf einer Höhe von 1292 m liegende See umfasst eine Fläche von 27,7 Hektar und besitzt einen Umfang von rund 2,2 km. Seine Länge beträgt rund 655 m in Nord-Süd-Richtung und seine Breite rund 590 m ist Ost-West-Richtung.
Gespeist wird der See hauptsächlich durch einen von Westen vom Mount Lockett kommenden Gebirgsbach, wohingegen die Entwässerung des Sees nach Süden hin zum Diamond Lake Stream erfolgt.